# Nancy Guild
Nancy Guild (11 oktober 1925 - 16 augustus 1999) was in de jaren 40 en 50 van de 20e eeuw een Amerikaanse actrice.

## Biografie
Nancy Guild werd ontdekt door een fotograaf van Life. Nadat haar foto in het blad werd gepubliceerd, kreeg ze audities bij vijf verschillende filmstudio's. Uiteindelijk kreeg Nancy Guild een zevenjarig contract bij 20th Century Fox. De filmmaatschappij presenteerde Guild in haar debuut in 1946 met de slogan "Nancy Guild rhymes with Wild". Zij speelde in een aantal bekende films, maar ze verwierf niet de roem waarop ze had gehoopt. Na afloop van haar contract gaf Guild haar fulltime-carrière in de filmindustrie op.
Guild is drie keer getrouwd geweest, met de acteur Charles Russell (1947-1950), de regisseur Ernest H. Martin (1950-1975) en de journalist John Bryson (1978-1995. Uit haar eerste huwelijk met Charles Russel had Nancy Guild een dochter, Elizabeth Russell. Op 16 augustus 1999 stierf Nancy Guild op 73-jarige leeftijd in East Hampton, New York.

## Filmografie
- Somewhere in the Night (1946) - Christy Smith
- The Brasher Doubloon (1947) - Merle Davis
- Give My Regards to Broadway (1948) - Helen Wallace
- Black Magic (1949) - Marie Antoinette / Lorenza
- Abbott and Costello Meet the Invisible Man (1951) - Helen Gray
- Little Egypt (1951) - Sylvia Graydon
- Francis Covers the Big Town (1953) - Alberta Ames
- Such Good Friends (1971) - Molly

### Televisie
- The Ford Television Theatre (1953):
  - The First Born (1953)
- Lux Video Theatre (1952-1953):
  - A Man in the Kitchen (1953) ... Nora
  - One of Those Things (1953) ... Angela Gray
  - Song for a Banjo (1952) ... Julia Bartlett
- Justice (1954):
  - The Desperate One (1954)
  - The Greedy Man (1954)
- Robert Montgomery Presents (1955):
  - Death and the Sky Above (1955)

- Biblioteca Nacional de España: XX4934919
- Bibliothèque nationale de France: cb140496847 (data)
- Gemeinsame Normdatei: 1211711846
- International Standard Name Identifier: 0000 0001 1651 3087
- Library of Congress Control Number: no93023473
- Système universitaire de documentation: 18561678X
- Virtual International Authority File: 58651766
- WorldCat: E39PBJk8TVfHDwqqvcFWXQMpT3